# Thomisus madagascariensis
Thomisus madagascariensis là một loài nhện trong họ Thomisidae.
Loài này thuộc chi Thomisus. Thomisus madagascariensis được miêu tả năm 1957 bởi Comellini.